# Ultraluminös röntgenkälla
Ultraluminös röntgenkälla (ULX) är ett mycket kraftigt röntgenstrålande astronomiskt objekt, vilket inte uppträder som aktiv galaxkärna. Dess luminositet överskrider 1032 W (1039 erg/s), om man antar att den strålar isotropt. De galaxer som innehåller ULX har som regel bara en, men det finns några få galaxer som har många ULX. Vintergatan har ingen alls. 
Huvudintresset kring ULX hänger samman med att deras luminositet överskrider Eddington-luminositeten för neutronstjärnor och till och med stellära svarta hål. Det är inte känt vad som är ULX:s kraftkälla; modellerna innefattar emission med ”beaming” från objekt av stjärnstorlek, ackretion vid medelstora svarta hål, och super-Eddington-emission.

## Observationer
Röntgenstrålning absorberas av jordens atmosfär, så instrument som kan iaktta röntgenstrålar måste tas upp till hög höjd, tidigare med stratosfärballonger och sondraketer. Nuförtiden är röntgenastronomi en del av rymdforskningen och röntgendetektorer finns i dag i satelliter. Ultraluminösa röntgenkällor upptäcktes först på 1980-talet av rymdobservatoriet Einstein och senare observationer med tyska ROSAT. Ytterligare framsteg kom med satellitburna röntgenteleskopen XMM-Newton och  Chandra-teleskopet, som hade mycket bättre spektral- och vinkelupplösning.

### Några spektakulära ULX
- M82-X1: Detta är den mest luminösa ULX:en och har ofta framhållits som den bästa värd-kandidaten för ett medelstort superkompakt objekt. M82-X1 har en associerad  stjärnhop, uppvisar kvasiperiodiska oscillationer (QPO) och har en modulation på 62 dygn i sin strålningsamplitud.
- M101-X1: En av de ljusaste ULX:erna, med luminositeter på upp till 1034 W (1041 erg/s). Denna ULX sammanfaller med en optisk källa som har tolkats som en superjätte [1], vilket stöder förhållandet att den skulle vara en röntgenbinär.